# Steve Hutchinson
Steven J. "Steve" Hutchinson (født 1. november 1977 i Fort Lauderdale, Florida, USA) er en tidligere amerikansk football-spiller, der spillede som offensive tackle for NFL-holdene Minnesota Vikings, Seattle Seahawks og Tennessee Titans. Hans karriere i ligaen strakte sig over 12 sæsoner.
Hutchinson blev hele syv gange, i 2003, 2004, 2005, 2006, 2007, 2008 og 2009, udtaget til NFL's All-Star kamp, Pro Bowl, hvilket målt på dette parameter gør ham til en af de mest succesfulde offensive linjespillere i ligaens historie.

## Klubber
- 2001-2005: Seattle Seahawks
- 2006-2011: Minnesota Vikings
- 2012-: Tennessee Titans